# True Faith
True Faith är en singel av bandet New Order. Redan klar som bandets nya singel och som smakprov inför samlingsskivan Substance spelade de låten för första gången på Glastonburyfestivalen 1987, låten togs emot väl av publiken och genom åren har den utvecklats till en av New Orders mest kända och älskade låtar. 
Enligt textförfattaren själv, Bernard Sumner, handlar låten om drogberoende. En vers i texten går ”When I was a very small boy, very small boys talked to me, now we grown up together, they're afraid of what they see”. Men det ursprungliga slutet av versen är ”Now they're taking drugs with me”.
Texten ändrades då producenten Stephen Hague övertygade dem om att det inte skulle bli en stor hit om de inte ändrade. Bernard ändrar dock ofta tillbaka vid liveframträdanden. 
Paradise-remixen av den australiensiska DJ:n och producenten Robert Racic spelades mycket flitigt på klubbar.
B-sidan "1963" var egentligen tänkt att släppas egen singel men planen kasserades då man ansåg sig inte ha någon lämplig b-sida.

## Låtlista
1. True Faith
2. True Faith (Remix by Shep Pettibone)
3. True Dub (Alternate Faith Dub)
4. 1963
5. Paradise (Robert Racic Remix)

## Listplaceringar
| Lista (1987)                          | Topplacering |
| ------------------------------------- | ------------ |
| Australiska ARIA-singellistan         | 8            |
| Västtyska Media Control- singellistan | 8            |
| Irländska singellistan                | 5            |
| Nyzeeländska RIANZ-singellistan       | 4            |
| UK Singles Chart                      | 4            |
| Brittiska indiesingellistan           | 1            |
| US Billboard Hot 100                  | 32           |
| US Billboard Hot Dance Club Play      | 3            |
| US Billboard Hot Dance Singles Sales  | 10           |

| Lista (1994, True Faith-94) | Topplaceringar |
| --------------------------- | -------------- |
| Irländska singellistan      | 11             |
| Brittiska singellistan      | 9              |